# Linum longipes
Linum longipes är en linväxtart som beskrevs av Joseph Nelson Rose. Linum longipes ingår i släktet linsläktet, och familjen linväxter. Inga underarter finns listade i Catalogue of Life.